# Kríkellos
Kríkellos är en ort i Grekland.   Den ligger i prefekturen Nomós Aitolías kai Akarnanías och regionen Västra Grekland, i den centrala delen av landet, 240 km väster om huvudstaden Aten. Kríkellos ligger 24 meter över havet och antalet invånare är 1 312.
Terrängen runt Kríkellos är kuperad åt sydost, men åt nordväst är den platt. Havet är nära Kríkellos åt nordväst. Runt Kríkellos är det ganska glesbefolkat, med 31 invånare per kvadratkilometer. Närmaste större samhälle är Amfilochía, 10,2 km söder om Kríkellos. I omgivningarna runt Kríkellos växer i huvudsak blandskog.